# Миантономо
Миантономо (на английски: Miantonomo) (Миантономи, Миантонома) (около 1600–1643) е вожд на северноамериканското индианско племе нарагансет и съюзник на британските заселници по време на войната с пекуотите в Нова Англия. Миантономо е бил приятел на колонистите от Масачузетс в Плимът и Масачузетс Бей, както и на Роджър Уилямс, основател на колонията Провидънс, Роуд Айлънд. Миантономо е първият индиански лидер опитал се да организира пан-индиански съюз за противодействие на европейското нахлуване в индианските територии.
През март 1637 г. Роджър Уилямс убеждава вождовете на нарагансет да се съюзят с колонистите във войната срещу пекуотите (1636–37). Той се присъединява към нападението срещу крепостта на пекуотите на река Мистик през 1637 г., но протестира срещу клането на жени и деца, които последвали. Въпреки това той приема условията на Хартфордския договор (1638 г.), който дава 80 оцелели пекуоти като роби на неговото племе. Този договор има обаче и друг ефект върху племето му. Колониалните власти в Кънектикът използват условията на договора, за да наложат властта си
над неговите хора. В допълнение колонистите подкрепят вожда на мохеганите Ункас в усилията му да спечели подкрепата на бившите съюзници нарагансети. През 1641 и 1642 г. Mиантономо пътува сред индианските племена в Нова Англия като се стреми да създаде голям съюз, който да изгони британците от Нова Англия. В началото на 1643 г. той обаче е заловен от Ункас, който го прехвърля на властите в Кънектикът. Колонистите държат Миантономо
до септември, след което го връщат на Ункас, който го екзекутира.